# 新店渓
新店渓（しんてん-けい）は、台湾北部を流れる川であり、淡水河の三大支流のひとつである。本川上流部は北勢渓と呼ばれ、新北市双渓区の鶯子嶺を水源とし、西進して新店区に至る。新店区で南勢渓と合流した後は新店渓と呼ばれる。その後は屈尺、直潭などを経て台北市南端の景美で景美渓と合流し、その後は新北市と台北市の境をなす。板橋区江子翠で大漢渓と合流し、淡水河に注ぐ。段丘が発達し、穿入蛇行による切り立った崖が散見される。
新店渓の流量は豊富で、台北都市圏の主要な水源となっている。台北水道事業所の資料によると、大台北地区400万人の人口の97％以上の生活用水をまかなっている。現在、新店渓の主要な水道水用取水口は新店区の青潭堰にあり、1978年には「新店渓青潭水道水水質水量保護区」が策定されている。このほか、新店渓には翡翠ダムやいくつかの水力発電所（烏来、小粗坑、亀山）といった河川施設が存在している。このうち翡翠ダムは新北市最大のダムとして知られ、台北市全域のほか新北市の9区の水がめとして役割を果たしている。烏来瀑布や、新店の碧潭は台北近郊の観光地として知られる。
新店渓を渡る橋には著名なものが多く、中でも1937年に建設された碧潭吊橋は、全長200m、当時は中和と新店を結ぶ重要な橋として知られ、多くの台湾映画のロケ地にもなった。